# نيلسون لينهو
نيلسون ريكاردو سيركويرا رودريغيز لينهو (من مواليد 22 مارس 1984) هو لاعب كرة قدم برتغالي محترف سابقاً، وقد لعب كظهير أيسر.
لعب 84 مباراة في الدوري البرتغالي الممتاز على مدار خمسة مواسم مثل ليتشويس و بيافيل و تشافيس وديبورتيفو داس ايفيس في المسابقة.
أضاف 223 مباراة وأربعة أهداف في ليغا برو البرتغال.

## الجوائز
فريموند
- سيجوندا ديفيساو : 2006-07

بيلينينسيس
- سيجوندا ليجا : 2012-13

أفيس
- كأس البرتغال : 2017-18 [4]

## روابط خارجية
- Nélson Lenho at ForaDeJogo (archived)
- نيلسون لينهو  على سكروي